# مهدی دیباج
مهدی دیباج روز ۱۴ مرداد ۱۳۱۳ برابر ۵ ماه اوت ۱۹۳۴ میلادی در اصفهان به دنیا آمد. در ۱۴ سالگی به مسیحیت گروید و بلافاصله از خانه پدری اخراج گردید و مجبور شد به تهران برود.
چندین سال بعد برای ادامه تحصیلات به هندوستان و سوئیس مسافرت کرد و پس از برگشت به ایران مدتی در دانشکده فنی بابل به تدریس زبان انگلیسی پرداخت. مدتی بعد از این کار استعفا داد تا بتواند بیشتر و بهتر به امور ترجمه و تألیف متون مذهبی بپردازد. وی اوایل سال ۱۹۸۵ میلادی برابر با ۱۳۶۵ شمسی دستگیر و به جرم ارتداد روانه زندان گردید. پس از گذراندن ۹ سال و ۲۷ روز در زندان به سبب فشارهای بین‌المللی و بدون کوچکترین توضیحی در ۲۶ دیماه ۱۳۷۲ از زندان آزاد شد.
پنج ماه پس از آزادی در ۲۴ ژوئن ۱۹۹۴ میلادی برابر با ۱۳ تیر ۱۳۷۳ توسط عده‌ای ربوده شد و چند روز پس از آن مأمورین وزارت اطلاعات خبر پیدا شدن جسد بی‌جان وی را منتشر کردند. قاتلان روی جنازه طاطاوس میکائیلیان بر تکه کاغذی نشانی جسد مهدی دیباج را قرار داده بودند. چهار سال بعد یک منبع آگاه اعلام کرد که مهدی دیباج توسط مأمورین وزارت اطلاعات کشته شده‌است.

## لغو حکم اعدام با اقدام هوسپیان مهر
اسقف هوسپیان‌مهر در ۱۱ ژانویه ۱۹۹۴ (۲۱ دی ۱۳۷۲) برای نجات جان یک کشیش ایرانی بنام مهدی دیباج که از سال ۱۳۶۵ محبوس بوده و توسط دادگاه انقلاب اسلامی ساری به اتهام ارتداد حکم مرگ گرفته بود، نامه‌ای به شورای کلیساهای مجامع ربانی، برای فراخوان به یک اقدام بین‌المللی نوشته بود.
در این نامه آمده‌است: «قضیه از این قرار است که برادرمان مهدی دیباج توسط قاضی شرع شهر ساری به مرگ محکوم شده‌است. دیباج حکم محکومیت به‌مرگ خود را برای من فرستاده‌است که سندی روشن و مؤید این است که به‌موجب قانون شرع او یک مرتد است و بایستی اعدام شود… آن‌ها می‌خواهند خود را از چنگ تنها کلیساهای پروتستان خلاص کنند، و ما برایشان تبدیل به بهترین سیبل‌ها شده‌ایم… من هدف شما را برای انجام یک اقدام تحسین می‌کنم و دفتر اجرایی ما نیز به این نتیجه رسیده‌است که سیاست «سکوت و انتظار» یک سیاست شیطانی است. حتی اگر ما بمیریم یا به‌خاطر اعتقاداتمان زندانی شویم، می‌خواهیم به همه مسیحیان جهان آن چیزی را بفهمانیم که بر سر برادران و خواهرانشان در کشوری می‌آید که مدعی مذهبی بودن است».
این نامه باعث شد که جمهوری اسلامی ایران حکم اعدام کشیش مهدی دیباج را منتفی کند و مهدی دیباج را در ۲۶ دیماه ۱۳۷۲ آزاد کند. اما سه روز پس از به نتیجه رسیدن تلاش‌هایش برای آزادی مهدی دیباج، هوسپیان توسط پلیسمخفی جمهوری اسلامی ربوده می‌شود و در۳۰ دیماه ۱۳۷۲ مصادف با ۲۰ ژانویه ۱۹۹۴ به قتل می‌رسد.
سازمان جهانی مسیحیان تحت ستم در بیانیه‌ای از اقدام شجاعانه هوسپیان‌مهر برای نجات کشیش ایرانی مهدی دیباج از اسارت و مرگ تجلیل نمود و آزادیخواهی و شهامت روحانی فقید را ستایش کرد.

## قتل مهدی دیباج
کشیش مهدی دیباج پنج ماه پس از آزادی از زندان در ۱۳ تیر ۱۳۷۳ شمسی (در راستای قتل‌های زنجیره‌ای ایران) توسط عده‌ای ربوده شد و چند روز پس از آن، وزارت اطلاعات خبر پیدا شدن جسد قطعه قطعه شده او را منتشر کرد.

### علت قتل
در ۱۳ آذر سال ۱۳۷۷ اکبر گنجی نویسنده، روزنامه‌نگار و فعال سیاسی ایرانی و عضو سابق سپاه پاسداران که بعدها به سیاست‌های جمهوری اسلامی اعتراض کرد، در مقاله‌ای در روزنامه آریا اعلام کرد که وزارت اطلاعات کشیشان مسیحی را که نظام سیاسی ولایت فقیه را قبول نداشته‌اند کشته و تقصیر آن قتل‌ها را به گردن مجاهدین خلق انداخته‌است. اکبر گنجی اعلام کرده بود که وزارت اطلاعات این قتلها را به این دلیل انجام می‌داده‌است که از یکسو نظام جمهوری اسلامی را از روحانیون مسیحی خلاص می‌کند و از سوی دیگر سازمان مجاهدین را بی آبرو می‌کند. قبل از اکبر گنجی عضو مجمع تشخیص مصلحت نظام که وزیر کشور هم بود و همچنین شماری از مطبوعات جمهوری اسلامی به روشنی اعلام کردند که قتل کشیشان مخالف نظام توسط وزارت اطلاعات صورت گرفته‌است.
ولی حکومت ایران سازمان مجاهدین را مسوول قتل وی می‌داند. در تاریخ ۲۷ تیر ۱۳۷۳ برنامه تلویزیونی با عنوان «سه عضو دستگیرشدهٌ گروهک منافقین، عاملان قتل کشیش میکائیلیان و بمب‌گذاری در حرم‌های حضرت معصومه و امام خمینی» پخش شد. ۲۵ تیر خبرگزاری رویتر: «یک مقام اطلاعاتی گفت ایران سلاح‌ها و اعلامیه‌های تبلیغاتی مرتبط به یک گروه اپوزیسیون مستقر در عراق را در خانه‌ای پیداکرده که مورداستفاده زنان دستگیرشده به اتهام قتل دو روحانی و طرح بمب‌گذاری‌ها بوده‌است.»
روزنامه‌های ایران به نقل از موسوی‌نژاد رئیس امنیت ملی وزارت اطلاعات نوشتند: ایران از عراق خواستار کمک برای دستگیری دو مرد فراری شده که می‌گوید در این قتل‌ها دست داشته‌اند. ایران گفت این زنان به اپوزیسیون مجاهدین خلق مستقر در عراق مرتبط‌اند و ایران تقصیر این قتل‌ها و طرح‌های انفجاری را به گردن این گروه می‌اندازد. مجاهدین هرگونه مسئولیتی را تکذیب کرده و تقصیر بمب‌گذاری و قتل‌ها را به گردن دولت ایران انداخته‌اند.
موسوی‌نژاد گفته: «در آن خانه ما در ضمن دو طپانچه برتا پیدا کردیم که میکائیلیان به‌وسیلهٌ یکی از آن‌ها کشته‌شده‌است. ما در ضمن در مورد هویت فرد چهارم بنام مجید اسفندیاری اطلاع یافتیم». او گفت: «این فرد به همراه مرد دیگری توانستند کشور را در ۵ ژوئیه از طریق مرز ایلام (به‌طرف عراق) ترک کنند. وزارت خارجه‌مان با عراق برای بازگرداندن آن دو تماس گرفته‌است».
موسوی‌نژاد گفت میکائیلیان به ضرب گلوله کشته‌شده و در یک فریزر در خانهٌ مورد استفاده آن زنان قرار داده شد. به گفتهٌ وی آن‌ها زندانیان سابق بودند.
موسوی‌نژاد گفت آن‌ها در ضمن نقشه‌ای پیدا کردند که آن‌ها را به جای دفن دیباج رهنمون می‌کند. با این نقشه توانستند جسد را پیدا کنند که از ناحیه گردن چاقو خورده بود. او گفت جلال اصفهانی صاحب‌خانه، در ۲۹ ژوئن در حال صحبت با شهبازپور و وافری بوده که صدایی از طبقهٌ دوم می‌شنود، آن دو جلوی وی را برای تحقیق در مورد آن صدا می‌گیرند ولی وقتی او در را باز می‌کند انامی طپانچه‌ای را به‌طرف وی می‌گیرد. او گفت: «آن‌ها با کمک یک جوان ۳۰ساله دست‌ها و پاهای او را بسته و محل را ترک می‌کنند. او برای رها کردن خود از پسر یک همسایه کمک گرفته و مقامات نیروهای انتظامی را مطلع می‌سازد».
او گفت: «مقامات متوجه جای گلوله‌ها در روی دیوارها شده و خانه را می‌گردند و سلاح‌ها را پیدا می‌کنند»

### گزارش سازمان عفو بین‌الملل
گزارش سازمان عفو بین‌الملل حاکی از این است که قتل کشیشان مسیحی و منجمله قتل مهدی دیباج به علت مخالفت آن‌ها با جمهوری اسلامی ایران است. در این گزارش که در مورد قتل کشیشان صادر شده آمده‌است: «در یکسال و نیم یعنی از نیمه سال ۱۹۹۳ تا سال ۱۹۹۵ پیکرهای چهار تن از رهبران اقلیت‌های مذهبی در شرائط مشکوکی یافت شده. همه این افراد به سیاست‌های دولت با نظر انتقادی می‌نگریسته‌اند».

## دفاعیه مهدی دیباج در دادگاه ساری
بخش‌هایی از دفاعیهُ مهدی دیباج در دادگاه ساری:
«در نام مقدس خدا که هستی و حیات ماست.
با نهایت فروتنی از داور آسمانها و زمین برای این فرصت گرانبها سپاسگزارم؛ و با خضوع و خشوع برای او انتظار می‌کشم تا مطابق وعده‌های خود مرا از این محاکمه رستگار فرماید. با عرض ادب، از حضور اعضاء محترم دادگاه هم تمنا دارم به احترام نام خداوند با شکیبایی به عرایضم توجه فرمایند. من ناچیز مسیحی هستم، گناهکاری که ایمان دارم عیسی مسیح به خاطر گناهان من بر روی صلیب جان خود را فدا کرد و به وسیله رستاخیز و غلبه بر مرگ، مرا در حضور خدای قدوس، عادل ساخت. رومیان ۴: ۲۵»

کشیش دیباج در مورد اتهام ارتداد در دادگاه انقلاب اسلامی ساری گفت: 
«به من تهمت ارتداد زده‌اند! خدای نادیده که عارف قلوب است به ما مسیحیان اطمینان بخشیده که از «مرتدان نیستیم تا هلاک شویم، بلکه از جان خود را نجات دهیم» (عبرانیان ۱۰: ۳۹). در فقه اسلامی هم مرتد به کسی گفته می‌شود که به خدا، انبیاء و معاد ایمان ندارد. ما مسیحیان به هر سه ایمان داریم. … با مطالعه و تحقیق به دعوت خدا لبیک گفتم و به عیسی مسیح خداوند ایمان آوردم تا حیات جاودانی شوم (یوحنا: ۶: ۴۷).»